# Fotbal la Jocurile Olimpice de vară din 2024

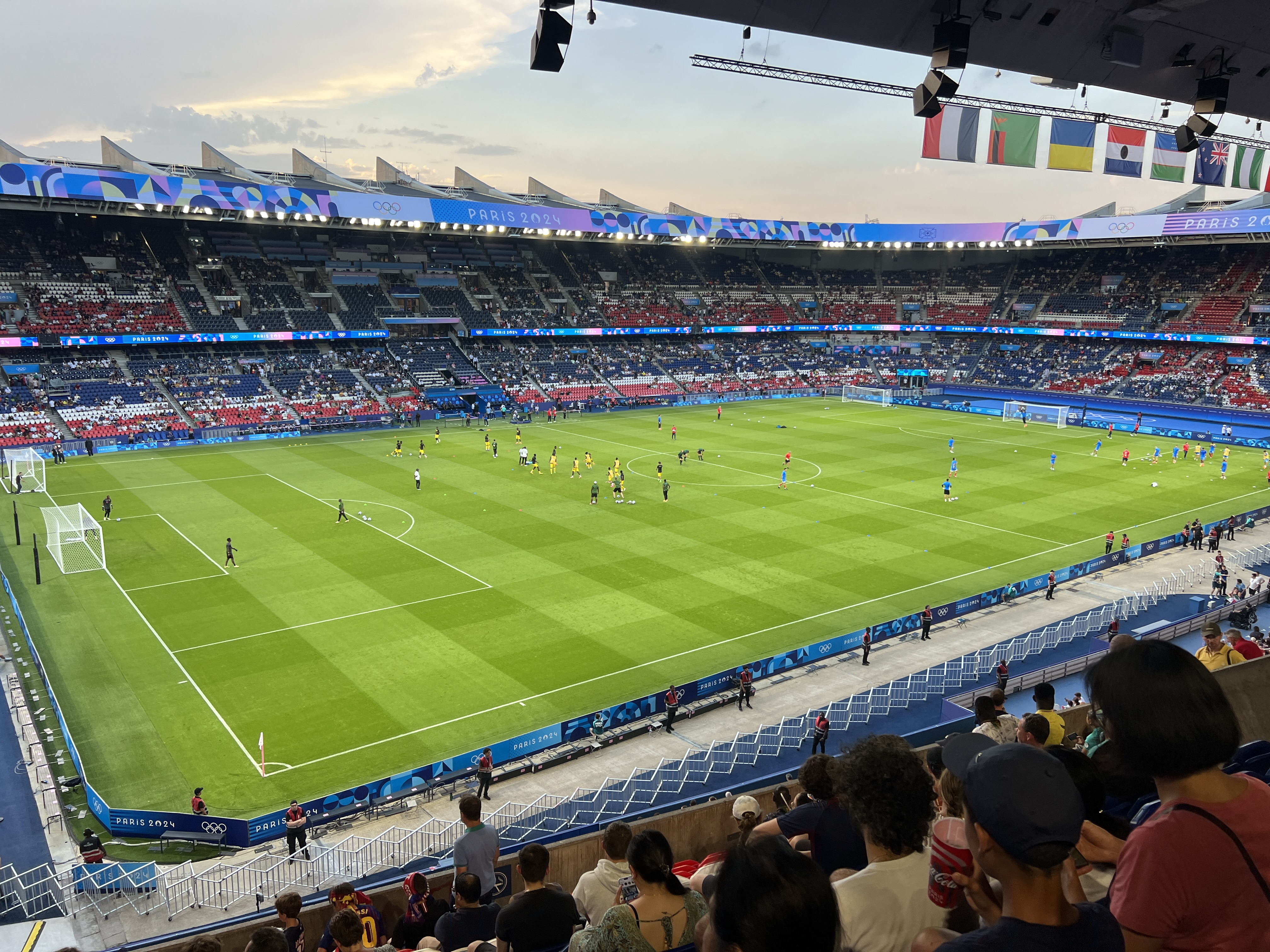
Paraguay - Mali pe Parc des Princes, Paris

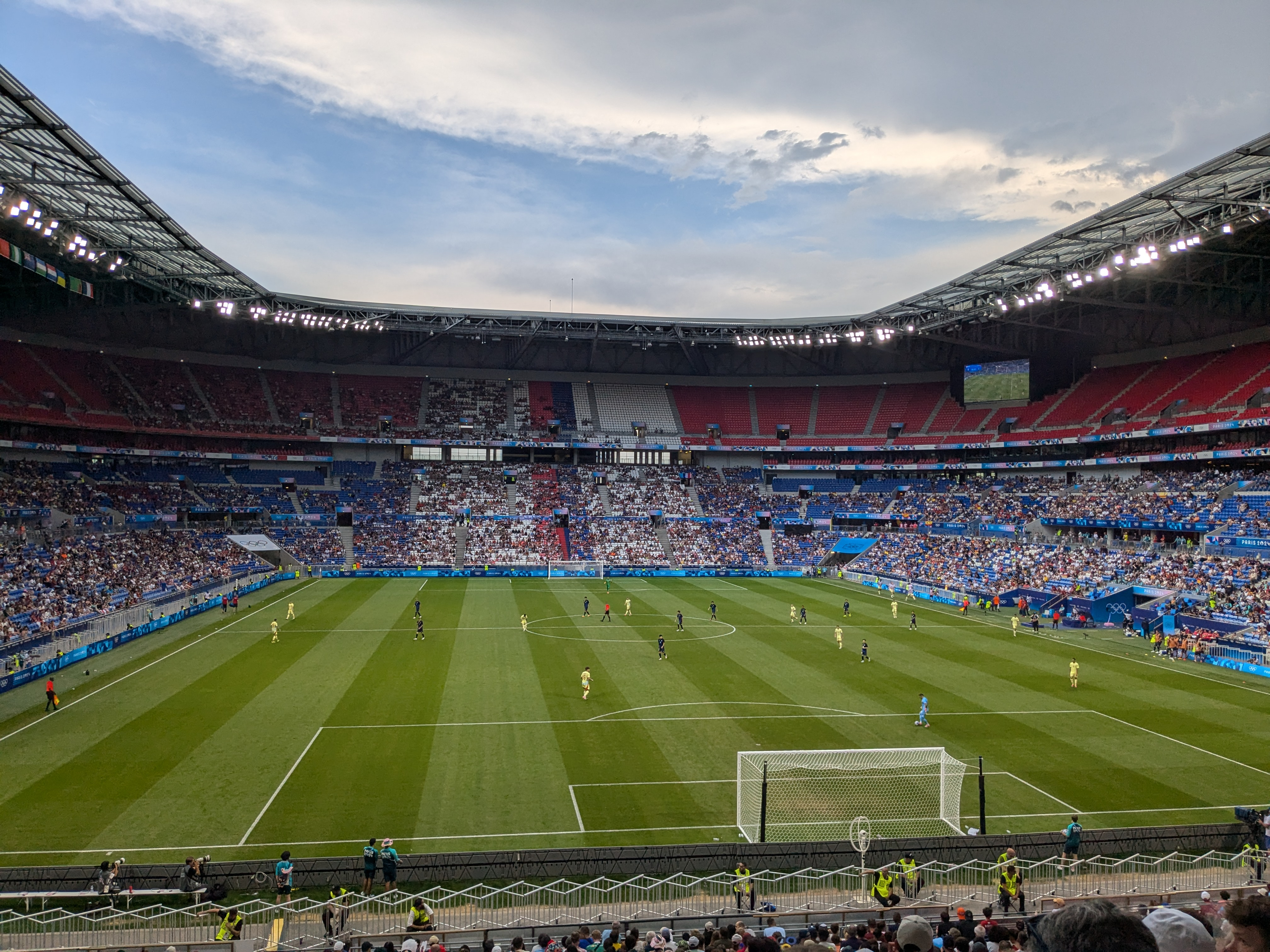
Japonia - Spania pe
Parc Olympique Lyonnais, Lyon

Probele sportive de fotbal la Jocurile Olimpice de vară din 2024 s-au desfășurat la Paris și în alte șase orașe din Franța în perioada 24 iulie - 10 august 2024.
Au fost programate două probe: turneele masculin și feminin. Asociațiile afiliate la FIFA au putut trimite echipe pentru a participa la turneu. Echipele masculine au fost limitate la jucători sub 23 de ani (născuți la 1 ianuarie 2001 sau după această dată), cu un maxim de trei jucători peste vârsta admisă, în timp ce pentru echipele feminine nu au existat restricții de vârstă.

## Criterii de calificare
Fiecare comitet olimpic național a avut dreptul de a include o echipă în proba masculină și o echipă din proba feminină.

### Sumar
| Țară                       | Masculin | Feminin | Fotbaliști |
| -------------------------- | -------- | ------- | ---------- |
| Argentina                  | Yes      |         | 18         |
| Australia                  |          | Yes     | 18         |
| Brazilia                   |          | Yes     | 18         |
| Canada                     |          | Yes     | 18         |
| Columbia                   |          | Yes     | 18         |
| Republica Dominicană       | Yes      |         | 18         |
| Egipt                      | Yes      |         | 18         |
| Franța                     | Yes      | Yes     | 36         |
| Germania                   |          | Yes     | 18         |
| Guineea                    | Yes      |         | 18         |
| Irak                       | Yes      |         | 18         |
| Israel                     | Yes      |         | 18         |
| Japonia                    | Yes      | Yes     | 36         |
| Mali                       | Yes      |         | 18         |
| Maroc                      | Yes      |         | 18         |
| Noua Zeelandă              | Yes      | Yes     | 36         |
| Nigeria                    |          | Yes     | 18         |
| Paraguay                   | Yes      |         | 18         |
| Spania                     | Yes      | Yes     | 36         |
| Ucraina                    | Yes      |         | 18         |
| Statele Unite ale Americii | Yes      | Yes     | 36         |
| Uzbekistan                 | Yes      |         | 18         |
| Zambia                     |          | Yes     | 18         |
| 23 comitete olimpice       | 16       | 12      | 504        |

## Competiția masculină

### Faza eliminatorie

#### Echipe Calificate
Echipele de pe primele două locuri s-au calificat mai departe.
| Grupă | Câștigătoarea grupei | Locul 2                    |
| ----- | -------------------- | -------------------------- |
| A     | Franța               | Statele Unite ale Americii |
| B     | Maroc                | Argentina                  |
| C     | Egipt                | Spania                     |
| D     | Japonia              | Paraguay                   |

#### Tablou eliminator
|  | Sferturi de finală          | Sferturi de finală  |                             |       | Semifinale  | Semifinale  |  |  | Finala | Finala |
|  |                             |                     |                             |       |             |             |  |  |        |        |
|  | 2 august – Bordeaux         |                     |                             |       |             |             |  |  |        |        |
|  |                             |                     |                             |       |             |             |  |  |        |        |
|  | Franța                      | 1                   |                             |       |             |             |  |  |        |        |
|  | Franța                      | 1                   | 5 august – Décines-Charpieu |       |             |             |  |  |        |        |
|  | Argentina                   | 0                   |                             |       |             |             |  |  |        |        |
|  | Argentina                   | 0                   | Franța (d.p.)               | 3     |             |             |  |  |        |        |
|  | 2 august – Marseille        |                     | Franța (d.p.)               | 3     |             |             |  |  |        |        |
|  |                             | Egipt               | 1                           |       |             |             |  |  |        |        |
|  | Egipt (d.l.d.)              | Egipt               | 1                           | 1 (5) |             |             |  |  |        |        |
|  | Egipt (d.l.d.)              |                     | 9 august – Paris            | 1 (5) |             |             |  |  |        |        |
|  | Paraguay                    | 1 (4)               |                             |       |             |             |  |  |        |        |
|  | Paraguay                    | 1 (4)               | Franța                      | 3     |             |             |  |  |        |        |
|  | 2 august – Paris            |                     | Franța                      | 3     |             |             |  |  |        |        |
|  |                             | Spania (d.p.)       | 5                           |       |             |             |  |  |        |        |
|  | Maroc                       | Spania (d.p.)       | 5                           | 4     |             |             |  |  |        |        |
|  | Maroc                       | 5 ugust – Marseille |                             | 4     |             |             |  |  |        |        |
|  | Statele Unite ale Americii  | 0                   |                             |       |             |             |  |  |        |        |
|  | Statele Unite ale Americii  | 0                   | Maroc                       | 1     |             |             |  |  |        |        |
|  | 2 august – Décines-Charpieu |                     | Maroc                       | 1     |             |             |  |  |        |        |
|  |                             | Spania              | 2                           |       | Finală mică | Finală mică |  |  |        |        |
|  | Japonia                     | Spania              | 2                           | 0     | Finală mică | Finală mică |  |  |        |        |
|  | Japonia                     |                     | 8 august – Nantes           | 0     |             |             |  |  |        |        |
|  | Spania                      | 3                   |                             |       |             |             |  |  |        |        |
|  | Spania                      | 3                   | Egipt                       | 0     |             |             |  |  |        |        |
|  |                             |                     |                             |       |             |             |  |  |        |        |
|  | Maroc                       | 6                   |                             |       |             |             |  |  |        |        |
|  | Maroc                       | 6                   |                             |       |             |             |  |  |        |        |

## Competiția feminină

### Faza eliminatorie

#### Echipe Calificate
Echipele de pe primele două locuri și cele mai bune două echipe de pe locul 3, s-au calificat mai departe.
| Grupă | Câștigătoarea grupei | Locul 2  | Locul 3 (Cele mai bune locuri 3) |
| ----- | -------------------- | -------- | -------------------------------- |
| A     | Franța               | Canada   | Columbia                         |
| B     | Statele Unite        | Germania | N/A                              |
| C     | Spania               | Japonia  | Brazilia                         |

## Rezultate

### Medaliați
| Probă    | Aur | Argint | Bronz |
| Masculin | Spania (ESP) · Álex Baena · Pablo Barrios · Adrián Bernabé · Sergio Camello · Pau Cubarsí · Eric García · Joan García · Sergio Gómez · Miguel Gutiérrez · Alejandro Iturbe · Diego López · Fermín López · Juan Miranda · Cristhian Mosquera · Samu Omorodion · Aimar Oroz · Jon Pacheco · Marc Pubill · Abel Ruiz · Juanlu Sánchez · Arnau Tenas · Beñat Turrientes | Franța (FRA) · Maghnes Akliouche · Loïc Badé · Rayan Cherki · Joris Chotard · Andy Diouf · Désiré Doué · Arnaud Kalimuendo · Manu Koné · Alexandre Lacazette · Johann Lepenant · Bradley Locko · Castello Lukeba · Soungoutou Magassa · Jean-Philippe Mateta · Chrislain Matsima · Enzo Millot · Obed Nkambadio · Michael Olise · Guillaume Restes · Kiliann Sildillia · Adrien Truffert | Maroc (MAR) · Ilias Akhomach · Eliesse Ben Seghir · Benjamin Bouchouari · Mehdi Boukamir · Oussama El Azzouzi · Bilal El Khannous · Zakaria El Ouahdi · Abde Ezzalzouli · Rachid Ghanimi · Achraf Hakimi · Yassine Kechta · Haytam Manaout · El Mehdi Maouhoub · Munir Mohamedi · Akram Nakach · Soufiane Rahimi · Amir Richardson · Adil Tahif · Oussama Targhalline |
| Feminin  | Statele Unite ale Americii (USA) · Korbin Albert · Croix Bethune · Sam Coffey · Tierna Davidson · Crystal Dunn · Emily Fox · Naomi Girma · Lindsey Horan · Casey Krueger · Rose Lavelle · Casey Murphy · Alyssa Naeher · Jenna Nighswonger · Trinity Rodman · Emily Sams · Jaedyn Shaw · Sophia Smith · Emily Sonnett · Mallory Swanson · Lynn Williams             | Brazilia (BRA) · Adriana · Ana Vitória · Antônia · Angelina · Duda Sampaio · Gabi Nunes · Gabi Portilho · Jheniffer · Kerolin · Lauren · Lorena · Luciana · Ludmila · Marta · Priscila · Rafaelle Souza · Tainá · Tamires · Tarciane · Thaís · Vitória Yaya · Yasmim | Germania (GER) · Nicole Anyomi · Ann-Katrin Berger · Jule Brand · Klara Bühl · Sara Doorsoun · Vivien Endemann · Laura Freigang · Merle Frohms · Giulia Gwinn · Marina Hegering · Kathrin Hendrich · Sarai Linder · Sydney Lohmann · Janina Minge · Sjoeke Nüsken · Alexandra Popp · Felicitas Rauch · Lea Schüller · Bibiane Schulze · Elisa Senß                    |

### Clasament pe medalii
| Loc   | Țară                       | Aur | Argint | Bronz | Total |
| ----- | -------------------------- | --- | ------ | ----- | ----- |
| 1     | Spania                     | 1   | –      | –     | 1     |
| 1     | Statele Unite ale Americii | 1   | –      | –     | 1     |
| 3     | Brazilia                   | –   | 1      | –     | 1     |
| 3     | Franța                     | –   | 1      | –     | 1     |
| 3     | Germania                   | –   | –      | 1     | 1     |
| 3     | Maroc                      | –   | –      | 1     | 1     |
| Total | Total                      | 2   | 2      | 2     | 6     |